# Parathyma baelia
Parathyma baelia är en fjärilsart som beskrevs av Hans Fruhstorfer 1908. Parathyma baelia ingår i släktet Parathyma och familjen praktfjärilar. Inga underarter finns listade i Catalogue of Life.